# Pietro Giarrè
Pietro Giarrè o Giarré (Firenze, 20 febbraio 1736 – dopo il 1791) è stato un pittore italiano attivo nella Toscana del XVIII secolo.

## Biografia

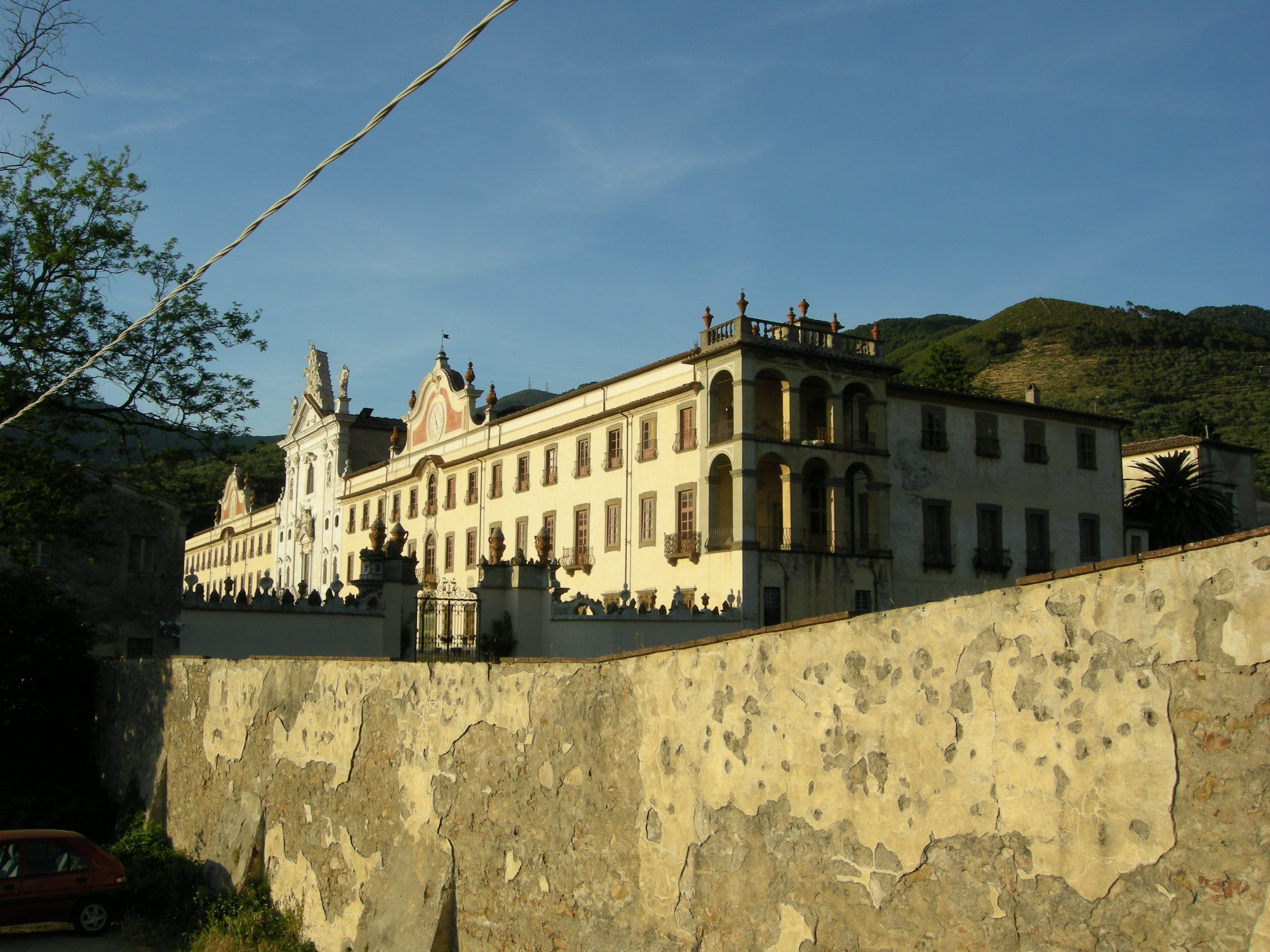
Certosa di Calci

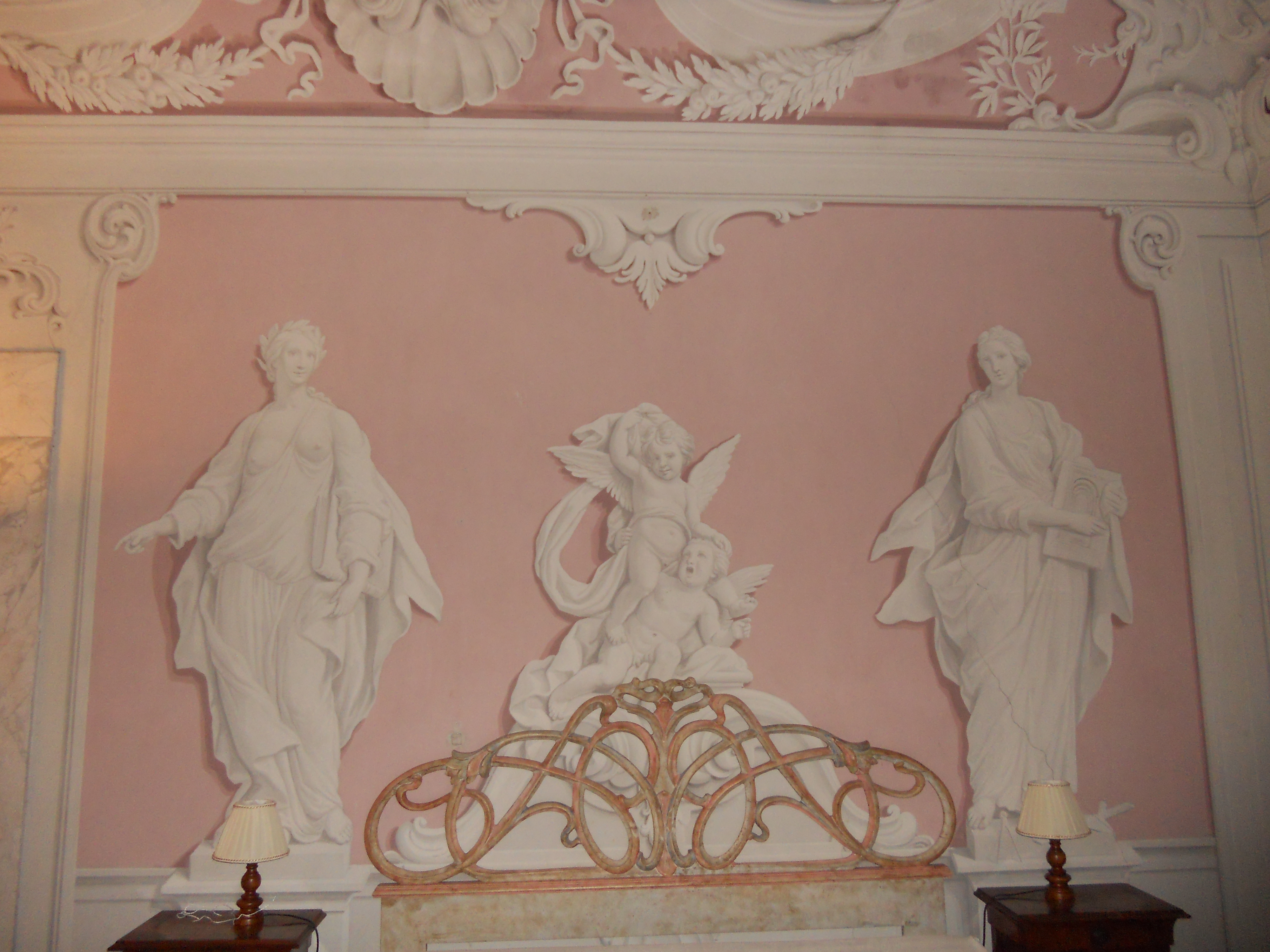
Pietro Giarrè: Stanza delle arti liberali e meccaniche. Villa medicea di Buti

Sono scarse le notizie biografiche e ignoto il luogo e la data di morte. Il pittore si forma, nei primi decenni del XVIII secolo, nella bottega del pittore Giovan Filippo Giarrè, suo nonno, e del padre Anton Domenico, attivi a Firenze in quegli anni. Non si sa se tra Pietro e i suoi maestri ci fossero anche legami di parentela. Tra il 1760 e il 1762 Pietro risulta tra i membri dell'Accademia del disegno fiorentina. Non si hanno notizie riferite al pittore posteriori al 1791.
Si dedicarono all'arte anche il figlio e il nipote di Pietro: Gaetano fu incisore e disegnatore, e incisore fu anche il nipote Raimondo.

## Produzione artistica
Nel 1766, chiamato dall'abate Francesco Raimondo Adami, priore generale dei Serviti, teologo e collezionista d'arte, lavora al rifacimento della decorazione della sagrestia della Santissima Annunziata.
Nel 1770, forse su interessamento dello stesso Adami, il priore Giuseppe Alfonso Maggi gli affida, insieme ad altri artisti, la decorazione della certosa di Calci, presso Pisa. Qui Giarrè lavora a lungo, fino al 1781, realizzando, nei vari ambienti della Certosa (foresteria, refettorio, cappella del Capitolo, chiostro, corridoio) e seguendo le istruzioni iconografiche del priore, numerosi affreschi e dipinti.
Tra i molti, possiamo citare: Allegoria del sonno, Virtù teologali, Virtù cardinali, Donna che addita al viandante la certosa, La scala di Giacobbe, San Bruno in gloria, Cosimo III a pranzo con i certosini, La regina offre il pranzo ai certosini, Trionfo di San Gorgonio con lo Spirito Santo. Esegue anche i ritratti del granduca di Toscana Pietro Leopoldo di Lorena e della moglie Maria Luisa. Realizza, inoltre, un affresco, andato perduto, su una parete esterna del convento.
Mentre prosegue la sua attività a Calci, decora alcuni ambienti del Palazzo Arcivescovile di Pisa e realizza anche alcune opere nelle ville e nelle dimore dei dintorni: decorazioni nel palazzo pisano Curini-Galletti e, intervento di maggiore impegno, una serie di affreschi, eseguiti tra il 1774 e il 1775, a Buti, nella locale Villa medicea, dimora di Santi Banti e della moglie Caterina. Nella Villa dipinge Scene pastorali nel salone e Allegorie delle arti liberali e meccaniche, opere che, per la maggiore libertà compositiva e l'ispirazione neoclassicista che si va affermando, si differenziano da quelle dipinte nella Certosa.